# 久保 (上尾市)
久保（くぼ）は、埼玉県上尾市の大字。郵便番号は362-0007。
市の統計などでは上平地区で分類されている。

## 地理
埼玉県の中央地域（県央地域）で、上尾市北部の大宮台地上に位置する。地区の中央を芝川が暗渠で流れる。
東側を西門前、南側を緑丘と隣接する。西側から北側にかけては大字上と隣接する。南側では僅かに上平中央と、西側では僅かに桶川市神明とも隣接する。周辺大字との境界は複雑に錯綜し、大字西門前や大字南の大小多くの飛地がある。また上尾久喜線沿線や、上平小学校の北側に大小複数の飛地があり、さらに北側に大きく離れた地点で桶川市坂田東との境界付近に大字久保（字坂田前）の小さな飛地が存在する。
かつては大半が耕作地と雑木林で、芝川の流域沿いには水田もあったが、全体的には住宅地と生産緑地地区としての農地が混在する。国道17号の久保交差点周辺など、幹線道路沿いには商業施設も立地する。東部の飛地は市街化調整区域で纏まった雑木林も残る。

## 歴史
もとは江戸期より存在した武蔵国足立郡大谷領に属する久保村、古くは上村と同様、桶川郷の一部であった。村高は正保年間の『武蔵田園簿』では131石余（田41石余、畑90石余）、『元禄郷帳』や『天保郷帳』によると156石余であった。化政期の戸数は18軒で、村の規模は久保村と隣接する南村や門前村を合わせて東西14町、南北20町余であった。幕末は紅花の栽培が盛んであった。飛地が上村や門前村や南村の間に存在した。地名は芝川やその支流が作り出した緩やかな窪地によるものと云われている。
1875年（明治8年）の農業産物高は『武蔵国郡村誌』によると米18石、大麦40石、小麦12石、大豆8石、小豆3石、栗3石、蕎麦3石、綿15貫、甘藷11520貫であった。
1590年（天正18年）より知行は旗本西尾氏、その後は幕府領となる。正保年間（1645年〜1648年）は岩槻藩（阿部氏）領、のちに上知され幕府領（代官支配地）となる。
- 幕末の時点では幕府領（代官支配地）[14][10]。
- 1868年（慶応4年）6月19日 - 旧幕府領が武蔵知県事・山田政則（忍藩士）の管轄となる。
- 1869年（明治2年） 
  - 1月13日 - 武蔵知県事・宮原忠英の管轄区域に大宮県を設置、同県の管轄となる。県庁は東京府馬喰町に置かれる。
  - 9月29日 - 県庁が浦和に置かれ浦和県に改称。
- 1870年（明治3年） - 地内の能満寺（臨済宗、小林寺末）が廃寺となる[15]。
- 1871年（明治4年）11月13日 - 第1次府県統合により埼玉県の管轄となる。
- 1872年（明治5年）3月 - 大区小区制施行により第19区に属す[16][17]。
- 1879年（明治12年）3月17日 - 郡区町村編制法により成立した北足立郡に属す。郡役所は浦和宿に設置。
- 1884年（明治17年）7月14日 - 連合戸長役場制により成立した上尾宿連合に属す。連合戸長役場は上尾宿に設置[18]。
- 1889年（明治22年）4月1日 - 町村制施行に伴い、久保村を含む区域をもって上平村が成立。久保村は上平村の大字久保となる[9]。
- 1955年（昭和30年）1月1日 - 町村合併促進法の施行に伴い、上平村が上尾町・平方町・原市町・大石村・大谷村と合併して新たな上尾町となったことに伴い[19]、上尾町の大字となる。
- 1958年（昭和33年）7月15日 - 上尾町が市制施行され[19]、上尾市の大字となる。
- 1960年（昭和35年）9月1日 - 地内を通る県道が県道49号上尾久喜線（現県道87号上尾久喜線）に改称される[20]。
- 1962年（昭和37年）5月1日 - 地内に国道17号大宮バイパスが開通する[21][22]。
- 1966年（昭和41年）9月1日 ‐ 土地区画整理事業の完成に伴い換地処分が実施され[23]、大字久保の一部が大字上、南、西門前の各一部より大字緑丘が成立する[24][注釈 2]。
- 1967年（昭和42年）7月1日 - 住居表示に関する法律に基づき住居表示（第三次）が実施され[25]、大字久保の一部が大字緑丘、および大字上尾宿、上尾村、柏座、上、南、西門前の各一部より緑丘（一丁目〜五丁目）が成立する[26][24]。また、大字久保の一部が大字沖ノ上、中妻、弁財の各一部より原新町が成立する[27][28]。
- 1970年（昭和45年）8月26日 - 大字久保の一部が大字西門前、南、上尾宿、上尾村の各一部[29]より錦町が成立する[27]。
- 1975年（昭和50年）4月1日 - 大字久保180番地[30]に「上尾市立芝川小学校」が開校する[31]。
- 1989年（平成元年）9月5日 - 区画整理事業の都市計画決定[23]。
- 1995年（平成7年） - 地区内を流れる芝川がボックスカルバートにより暗渠化される[7]。
- 2001年（平成13年）5月1日 - さいたま市の発足および路線整理に伴ない、地内を通る県道の鴻巣桶川大宮線が鴻巣桶川さいたま線に改称される。
- 2006年（平成18年） - 地内に「なかはら公園」が同年度までに整備される[32]。
- 2009年（平成21年） - 地内に「ぼうの下公園」が同年度までに整備される[32]。
- 2014年（平成26年）11月1日 - 上平第三特定土地区画整理事業の完成により換地処分が実施され町名地番変更を実施、大字久保の一部が大字上尾村、大字上、大字西門前、大字南の各一部から上平中央が成立する[33]。これに伴い「上尾市立芝川小学校」の所在地が上平中央一丁目8-1に変更され、立地地区から外れる。また、「なかはら公園」や「ぼうの下公園」も立地地区から外れる。

### 存在していた小字
- 街道[10][34][注釈 3]
- 芝道
- 山ノ下
- 前通[注釈 4]
- 天神前[注釈 5]
- 東谷
- 坂田前

※登記簿上は今もなお存在する小字を含む。

## 世帯数と人口
2019年（平成31年）1月1日現在（上尾市発表）の世帯数と人口は以下の通りである。
| 大字 | 世帯数  | 人口    |
| ---- | ------- | ------- |
| 久保 | 543世帯 | 1,263人 |

## 小・中学校の学区
市立小・中学校に通う場合、学区（校区）は以下の通りとなる。
| 大字 | 番地                              | 小学校               | 中学校             | 備考                                        |
| ---- | --------------------------------- | -------------------- | ------------------ | ------------------------------------------- |
| 久保 | 18〜96、280〜291、308〜309、      | 上尾市立芝川小学校   | 上尾市立上平中学校 |                                             |
| 久保 | 276〜279、292〜306、310、325〜414 | 上尾市立上平小学校   | 上尾市立上平中学校 | 希望により上平北小も可（要 通学希望届提出） |
| 久保 | 451〜457                          | 上尾市立上平北小学校 | 上尾市立上平中学校 |                                             |

## 事業所
2021年（令和3年）現在の経済センサス調査による事業所数と従業員数は以下の通りである。
| 大字 | 事業所数 | 従業員数 |
| ---- | -------- | -------- |
| 久保 | 45事業所 | 393人    |

## 交通
地区内に鉄道は敷設されていない。高崎線北上尾駅が最寄り駅となっている。

### 道路
- 国道17号大宮バイパス
- 埼玉県道87号上尾久喜線（べにばな通り） - 埼玉県道323号上尾環状線と重複
- 埼玉県道164号鴻巣桶川さいたま線

### バス
桶川駅東口方面への路線バスが運行されている。なお、バス路線は青葉台団地がある大字久保の飛地（字坂田前）の北端の通りに設定されている。
朝日自動車菖蒲営業所
地区内は「青葉台団地」バス停留所のみ設置されている。
上尾市コミュニティバス「ぐるっとくん」
- 上平菅谷北上尾線
- 上平箕の木循環

地区内は「久保」、「上平保育所前」、「上郷」バス停留所が設置されている。

## 町内会
- 久保自治会[39]

## 施設
幹線道路沿いに大小の商業施設が立地する。地内に街区公園は立地しない。
- 県営上尾シラコバト住宅（しらこばと団地） - 一部が地区内に立地
- 埼玉県食品流通センター - 一部が地区内に立地
- 青葉台団地 - 飛地に立地
- 久保地区集会所
- べにばな保育園
- 久保天満宮
- ふれあいの森2010[8]（公園緑地） - 飛地に立地

## 関係する人物

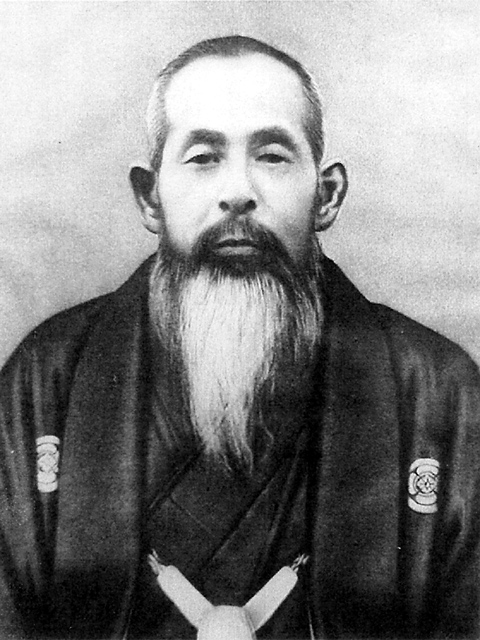
須田守三

### 出身者
- 須田守三 - 旧久保村出身。初代上平村村長、桶川銀行頭取[40]